# Nečistá zvířata

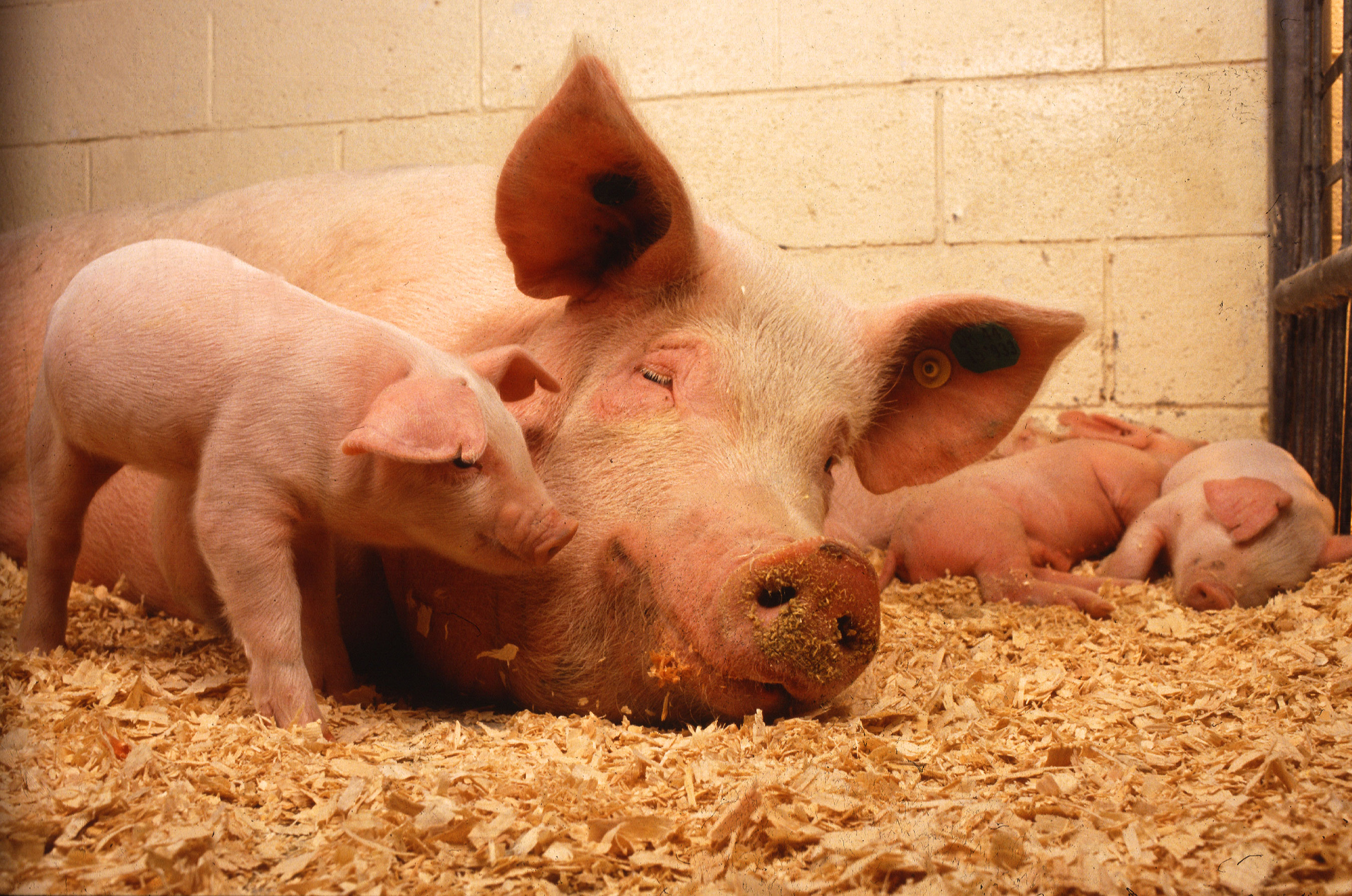
Prase a jídlo připravené z něj bývá v judaismu, islámu a ve Starém zákoně považováno za nečisté.

„Nečistá“ zvířata je termín, kterým se v judaismu a jiných náboženstvích označují zvířata, jejichž konzumace je tabu a někdy i explicitně zakázána.

## Náboženství

### Hinduismus
V hinduismu a džinismu koncept nečistých zvířat neexistuje, zato však tato náboženství hlásají, že každé stvoření má duši, tudíž nejedení zvířete je čistě z respektu.[zdroj?]

### Judaismus
Koncept nečistých zvířat hraje velikou roli v judaismu, zejména pak v židovském zákoně, respektive v části kašrut, která specifikuje, co je a co není z jídla povolené.
Mezi savce, které je zakázáno konzumovat, patří myši a letouni. Přežvýkavci s rozdělenými kopyty, jako kráva, koza či ovce, jsou podle Tóry košer.
Následující zvířata jsou podle Tóry výslovně označena jako nečistá:
| Hebrejský název      | Biblická citace    | překlad         | překlad           |
| Hebrejský název      | Biblická citace    | Gustav Sicher   | Bible kralická    |
| -------------------- | ------------------ | --------------- | ----------------- |
| Gamal – גמל          | Lv 11:4, Dt 14:7   | velbloud        | velbloud          |
| Šafan – שפן          | Lv 11:5, Dt 14:7   | daman           | králík            |
| Arnevet – ארנבת      | Lv 11:6, Dt 14:7   | zajíc           | zajíc             |
| Chazir – חזיר        | Lv 11:7; Dt 14:7   | vepř, prase     | vepř, prase       |
| Nešer – נשר          | Lv 11:13, Dt 14:12 | orel            | orel              |
| Peres – פרס          | Lv 11:13, Dt 14:12 | orlosup         | noh               |
| Oznija – עזניה       | Lv 11:13, Dt 14:12 | orel mořský     | orel mořský       |
| Da'a – דאה           | Lv 11:14           | luňák           | sup               |
| Dija – דיה           | Dt 14:13           | sup             | luňák             |
| Re'a – ראה           | Dt 14:13           | luňák           | sokol             |
| Aja – איה            | Lv 11:14, Dt 14:13 | jestřáb         | sup, káně         |
| Orev – עורב          | Lv 11:15, Dt 14:14 | krkavec         | krkavec           |
| Bat ja'ana – בת יענה | Lv 11:16, Dt 14:15 | pštros          | pštros            |
| Tachmos – תחמס       | Lv 11:16, Dt 14:15 | kukačka         | sova              |
| Šachaf – שחף         | Lv 11:16, Dt 14:15 | racek           | vodní káně        |
| Nec – נץ             | Lv 11:16, Dt 14:15 | sokol           | jestřáb, krahulec |
| Kos – כוס            | Lv 11:17, Dt 14:16 | sýček           | bukač/raroh       |
| Šalach – שלך         | Lv 11:17, Dt 14:17 | kormorán        | křehař            |
| Janšuf – ינשוף       | Lv 11:17, Dt 14:16 | výr             | kalous            |
| Tinšemet – תנשמת     | Lv 11:18, Dt 14:16 | sova            | porfirián/labuť   |
| Tinšemet – תנשמת     | Lv 11:30           | druh ještěra    | krtek             |
| Ka'at – קאת          | Lv 11:18, Dt 14:17 | pelikán         | pelikán           |
| Racham – רחם         | Lv 11:18, Dt 14:17 | mrchožrout      | labuť/porfirián   |
| Chasida – חסידה      | Lv 11:19, Dt 14:18 | čáp             | čáp               |
| Anafa – אנפה         | Lv 11:19, Dt 14:18 | volavka         | kalandr/volavka   |
| Duchifat – דוכיפת    | Lv 11:18, Dt 14:18 | dudek           | dudek             |
| Atalef – עטלף        | Lv 11:18, Dt 14:18 | netopýr         | netopýr           |
| Choled – חלד         | Lv 11:29           | lasička         | kolčava           |
| Achbar – עכבר        | Lv 11:29           | myš             | myš               |
| Cav – צב             | Lv 11:29           | ještěrka hardun | žába              |
| Anaka – אנקה         | Lv 11:30           | druh ještěra    | ježek             |
| Koach – כח           | Lv 11:30           | druh ještěra    | ještěrka          |
| Leta'a – לטאה        | Lv 11:30           | druh ještěra    | hlemýžď           |
| Chomet – חמט         | Lv 11:30           | druh ještěra    | štír              |